# Archidiocèse de Tarragone
L'archidiocèse de Tarragone (en latin : archidioecesis Tarraconensis ; en catalan : arxidiòcesi de Tarragona ; en espagnol : archidiócesis de Tarragona) est une église particulière de l'Église catholique en Espagne.
Érigé au Ier siècle, le diocèse de Tarragone est élevé au rang d'archidiocèse métropolitain dès le Ve siècle. Il est l'archidiocèse historique de Catalogne, basé à Tarragone.

## Territoire
L'archidiocèse de Tarragone couvre cent trente-six municipalités civiles de Catalogne.
Cent dix-huit municipalités sont de la province civile de Tarragone, à savoir : Aiguamúrcia, Albinyana, L'Albiol, Alcover, L'Aleixar, Alforja, Alió, Almoster, Altafulla, L'Arboç, Arbolí, L'Argentera, Banyeres del Penedès, Barberà de la Conca, Bellmunt del Priorat, Bellvei, La Bisbal del Penedès, Blancafort, Bonastre, Les Borges del Camp, Botarell, Bràfim, Cabra del Camp, Calafell, Cambrils, La Canonja, Capafonts, Castellvell del Camp, El Catllar, Conesa, Constantí, Cornudella de Montsant, Creixell, Cunit, Duesaigües, L'Espluga de Francolí, Falset, La Febró, Figuerola del Camp, Forès, Els Garidells, Gratallops, Llorac, Llorenç del Penedès, Masllorenç, La Masó, Maspujols, El Milà, Montblanc, Montbrió del Camp, Montferri, El Montmell, Mont-ral, Mont-roig del Camp, El Morell, La Morera de Montsant, La Nou de Gaià, Nulles, Els Pallaresos, Passanant i Belltall, Perafort, Les Piles, Pira, El Pla de Santa Maria, La Pobla de Mafumet, La Pobla de Montornès, Poboleda, El Pont d'Armentera, Pontils, Porrera, Pradell de la Teixeta, Prades, Puigpelat, Querol, Renau, Reus, La Riba, La Riera de Gaià, Riudecanyes, Riudecols, Riudoms, Rocafort de Queralt, Roda de Barà, Rodonyà, El Rourell, Salomó, Salou, Sant Jaume dels Domenys, Santa Coloma de Queralt, Santa Oliva, Sarral, Savallà del Comtat, La Secuita, La Selva del Camp, Senan, Solivella, Tarragone, La Torre de Fontaubella, Torredembarra, Torroja del Priorat, Ulldemolins, Vallclara, Vallfogona de Riucorb, Vallmoll, Valls, El Vendrell, Vespella de Gaià, Vilabella, Vilallonga del Camp, Vilanova de Prades, Vilanova d'Escornalbou, Vilaplana, Vila-rodona, Vila-seca, Vilaverd, La Vilella Alta, Vimbodí i Poblet et Vinyols i els Arcs.
Les dix-huit autres municipalités sont de la province civile de Lleida, à savoir : L'Albi, Arbeca, Belianes, Cervià de les Garrigues, Ciutadilla, L'Espluga Calba, Fulleda, Guimerà, Maldà, Nalec, Els Omellons, Els Omells de na Gaia, La Pobla de Cérvoles, Sant Martí de Riucorb, Tarrés, Vallbona de les Monges, El Vilosell et Vinaixa.

### Subdivisons
L'archidiocèse de Tarragone compte deux-cent-une paroisses.

### Suffragants et province ecclésiastique
Sa province ecclésiastique compte six diocèses suffragants localisés sur l'ouest de la Catalogne.

## Historique
Tarragone est l'une des plus anciennes villes d'Espagne, probablement d'origine ibérique, comme l'indiquent ses pièces de monnaie et ses murs cyclopéens.
Selon la tradition, il existait déjà un évêché à Tarragone au Ier siècle. Le premier évêque attesté par écrit est le saint et martyr Fructueux (Fructuosus) pour l'année 259. C'est un archevêché depuis la fin du Ve siècle.
La conquête musulmane a entraîné sa disparition en 711.
Après la reconquête franque, des évêques de Tarragone sont à nouveau mentionnés pour 956 et 970-971, sous la juridiction de l'archevêché de Narbonne.
En 1091, un archevêché nominal de Tarragone fut à nouveau créé, et en 1118, après la reconquête définitive, le premier archevêque effectif fut rétabli en la personne de saint Ollégaire (en). À partir de 1207, les archevêques de Tarragone ont eu le droit de couronner les rois d'Aragon à Saragosse.

## Cathédrale et basiliques mineures
La Sainte-Thècle (Santa Tecla) de Tarragone est la cathédrale de l'archidiocèse. Elle a rang de basilique mineure.
L'autre basilique mineure de l'archidiocèse est la basilique Sainte-Marie de Poblet (basílica de Santa María de Poblet) de l'abbaye de Poblet.

### Articles liés
- Diocèses et archidiocèses d'Espagne
- Église catholique en Espagne